# Sympycnus pulicarius
Sympycnus pulicarius is een vliegensoort uit de familie van de slankpootvliegen (Dolichopodidae)  De wetenschappelijke naam van de soort is voor het eerst geldig gepubliceerd in 1823 door Fallén.